# 阿吉兹·涅辛
阿吉兹·涅辛（土耳其語：Aziz Nesin，1915年—1995年），土耳其幽默作家。

## 生平
阿吉兹·涅辛原名梅赫麦特·努斯雷特·涅辛（Mehmet Nusret Nesin），生于伊斯坦布尔。1937年于军事学校毕业，1939年起又先后修读理工、美术等专业多年。肄后投身军伍,至1944年以上尉軍衔退役，转而进入报界。从此，他用“阿吉兹·涅辛”为笔名开始创作生涯。1945年，他抓住竞选中的一件小事，写了一篇讽刺小品,显示了他在这方面的才气，作品立即被报纸采用，他因而崭露头角。1946年，他已经以擅长写讽刺小说蜚声文坛。对于自己的成就,阿吉兹·涅辛曾经谦逊地解释说：
|  | 写讽刺作品固然要有才华，但是讽刺和幽默更多地是社会的一种需要，我只不过在一定程度上反映了这种需要。 |

1947和1951年，他先后因发表抨击时政的作品以及在他主办的杂志上刊登带有社会主义观点的文章，两次被捕入狱,并服流刑； 1955和1961年又两度备尝铁窗之苦。阿吉兹·涅辛是一位十分勤奋的作家，他的创作领域宽广，著作等身，至1982年已出版长短篇小说、剧本、诗歌， 寓言故事、杂文、回忆录等各类作品达七十集，仅讽刺小说即有五十集之多。1982年，他的作品选中译本《我是怎样自杀的》出版。
1995年7月6日，阿吉兹·涅辛因心脏病发作逝于土耳其伊兹密尔切什梅。

## 作品特色
阿吉兹·涅辛的作品社会意义深刻，现实主义色彩浓厚，使人读后回味犹存。他善于以其尖犀的洞察力抓住社会上屡见不鲜甚至使人熟视先睹的种种弊端，用尖刻而辛辣、隐喩而含蓄的艺术手法加以剖析，唤起郁积于读者内心深处的感慨，并使读者思索。在作家的笔下，迂腐、沉沦、不公正的社会现象被揭示得淋漓尽致。各种投机钻营和趋炎附势的显贵、俗吏、豪富、党棍被撕去面纱，丑态暴露无遗。反之，他对处于社会最下层的小人物和知识分子则寄予深切的同情，亲切而真实地描写他们的贫穷和疾痛，描写他们的爱与恨。作家本人曾经说过：
|  | 我努力在自己的作品里剖析当代的土耳其社会。我在致力于这项工作时，力求象土耳其的劳动阶级作家一样，揭露存在于人们中间的和某些事件里所反映的社会弊病……我不是为了让人付之一笑而写讽刺作品，我的目的是要引起人们深思。 |

正因为如此，他的作品总是切中时弊，不仅使读者看到作为个体存在的人物之形象，而且能让他们从中截取社会的剖面。他的作品固然能使人发笑，然而笑声中往往包含着叹息、悲悯和愤懑。
在人物塑造上，由于作者长期从事新闻工作，其具有宽广的视角，丰富的生活经历使他接触到土耳其城乡社会各阶层，因此他对上自达官下至役夫的各个不同阶层人物的生活和心理透.视得十分明晰，对他们的语言、包括农民语言及至方言非常熟悉。这就使他勾勒的人物有形有神，维妙维肖，栩栩如生。此外，他的作品语言简洁、明快，对话风趣、诙谐，文笔犀利、流畅。
阿吉兹·涅辛以他独具的匠心，赢得土耳其老少读者的热爱，他的作品深受群众的欢迎，虽经屡屡再版，仍畅销全国，他成为当今土耳其拥有最多读者的作家之一。他的作品曾多次在国内获奖。

## 涅辛基金会
1972年，阿吉兹·涅辛用他五十九集作品的出版稿酬和剧本的演出收入在伊斯坦布尔附近的恰塔尔贾举办了慈善性团体“涅辛基金会”。基金会有自己的建筑设施，并 有十二名工作人员。基金会每年选送四名孤儿或贫苦家庭的孩子入学，向他们提供从小学到大学（或专科学校）学习期间的全部学杂、生活费用，直至他们能独立谋生。此举使作家在国内更享盛誉。